# Ватра (Молдавија)
Ватра је град у општини Кишињев, у Молдавији. Према попису становништва из 2010. у граду је живело 3,500 становника.